# 埃尔日别塔·波热茨
埃尔日别塔·波热茨-诺瓦克（波蘭語：Elżbieta Porzec-Nowak，1945年1月27日—2019年6月7日），波兰女子排球运动员。她曾代表波兰国家队参加1968年夏季奥林匹克运动会排球比赛，获得一枚铜牌。